# 第七章「美しくってごめんね」
『第七章「美しくってごめんね」』（だいななしょううつくしくってごめんね）は、℃-uteの7枚目のアルバム。2012年2月8日にzetimaから発売された。

## 概要
- 初回生産限定盤はDVD+CD、通常版はCDのみ。また、通常盤初回特典としてフォトカード（集合1種）が封入されている。

## 収録曲
全作詞・作曲：つんく
1. 桃色スパークリング
編曲：平田祥一郎
16thメジャーシングル。
2. ひとり占めしたかっただけなのに
編曲：湯浅公一
3. 行け! 元気君
歌：萩原舞
編曲：板垣祐介
USTREAM番組の企画でPVが作られ、アルバムのTV-SPOTでも使用された（「桃色スパークリング」→「行け!元気君」→「甘酸っぱい春にサクラサク」の順）。
4. 世界一HAPPYな女の子
編曲：宅見将典
17thメジャーシングル。
5. ズンタカマーチ 〜人らしく生きよう〜
編曲：高橋諭一
6. 都会のネオンが驚くくらいの美しさがほしい
歌：岡井千聖
編曲：近藤圭一
7. 輝け! 放課後
歌：中島早貴
編曲：オダクラユウ
8. 幸せの途中
編曲：大久保薫
この曲とBerryz工房の8thアルバム『愛のアルバム⑧』収録曲「Because happiness」を同時再生すると、1つの曲になる仕掛けが施されている[3][4][5]。その曲は「超HAPPY SONG」と名づけられ、2012年6月20日に発売された[6]。
9. 甘酸っぱい春にサクラサク
歌：Berryz工房×℃-ute
編曲：宅見将典
10. 青春劇場 (℃-ute Ver.)
編曲：高橋諭一

DVD
1. アルバムジャケット撮影メイキング
2. 世界一HAPPYな女の子 矢島舞美 Solo Ver.
3. 世界一HAPPYな女の子 中島早貴 Solo Ver.
4. 世界一HAPPYな女の子 鈴木愛理 Solo Ver.
5. 世界一HAPPYな女の子 岡井千聖 Solo Ver.
6. 世界一HAPPYな女の子 萩原舞 Solo Ver.
2. - 6. Berryz工房&℃-ute コラボコンサートツアー2011秋〜ベリキューアイランド〜より

## DVDシングル

### 萩原舞（℃-ute）「行け！元気君」シングルV

#### 収録曲
1. 行け！元気君
2. 行け！元気君【Snow Close-up Ver.】
3. 行け！元気君【Natural & Rock Ver.】
4. 行け！元気君【a stairway Close-up Ver.】
5. 行け！元気君【スカジャン Close-up Ver.（強風）】
6. メイキング映像